# Ленивцев, Владимир Александрович
Ленивцев Владимир Александрович (1880 — не ранее 1917) — артиллерийский офицер, участник Русско-японской войны 1904—1905 гг., кавалер ордена Св. Георгия 4-й ст.

## Биография
По окончании курса наук в Симбирском кадетском корпусе 30 августа 1897 года вступил в службу в Михайловское артиллерийское училище юнкером рядового звания. 6 февраля 1898 года произведён в унтер-офицерское звание, а 3 мая 1899 г. — в портупей-юнкера.
По окончании 3-х летнего курса наук Михайловского артиллерийского училища по 1-му разряду 9 августа 1900 г. произведён в подпоручики со старшинством с 8 августа 1898 г. с назначением на службу в 30-ю артиллерийскую бригаду. 15 сентября 1900 г. прибыл в бригаду и зачислен во 2-ю батарею. 25 августа 1902 г. произведён в поручики со старшинством с 8 августа 1902 г. 9 января 1904 г. по воле начальства переведён в 3-ю батарею. 10 января 1904 г. батарея переформирована в Восточную Сибирскую кадровую резервную батарею и назначена к отправлению на Дальний Восток. 28 февраля 1904 г. прибыл с батареей в село Верх-Читу Забайкальской области. 20 марта 1904 г. батарея при мобилизации развернулась в 1-ю Сибирскую артиллерийскую бригаду. 25 мая 1904 г. вместе с батареей отправился из села Верх-Читы на театр военных действий. 24 июня 1904 г. батарея перешла в состав 4-го Сибирского армейского корпуса.
В бою у Дашичао был ранен шрапнельной пулей в мягкую часть правого бока, с 11 июля по 29 августа 1904 г. находился на излечении от ран в госпитале. С 29 августа по 22 сентября 1904 г. в составе 4-го Сибирского армейского корпуса в резерве под Мукденом. 29 сентября 1904 г. в бою у деревни Саспухэндзы действуя при 12-м Сибирском Барнаульском пехотном полку за ранением командира батареи и старших офицеров, выбывших из отряда, командовал батареей и за отбитие огнём нескольких атак неприятеля награждён орденом Святого Георгия 4-й ст. (Высочайший приказ от 8 сентября 1905 г.). В приказе было сказано
В бою 19 сентября 3-я батарея, стоявшая с Барнаульским полком на позиции у Сялиухецзы, открыла огонь по наступавшему противнику с 51/2 час. утра. Наша позиция подверглась сильнейшему обстреливанию японской артиллерии и пехоты; к 71/2 час. утра в ней выбыло из строя 3 офицера и осталось при орудиях 37 человек прислуги. Поручик Ленивцев вступил в командование и управлял огнём до 101/2 час. утра, ослабив за это время огонь трех японских батарей и остановив несколько раз повторявшийся натиск неприятельской пехоты. К 10 час. утра на батарее осталось лишь 9 человек прислуги, одно орудие было подбито, а на всех остальных оказались сбитыми угломеры; батарея получила приказание отходить, что и было исполнено под сильнейшим огнём противника. Несмотря на убыль от огня 40 лошадей, все орудия и ящики были вывезены; поручик Ленивцев, искусно управляя огнём и отражая натиск противника, последним отошел с позиции, убедившись в благополучном отвозе всех орудий и ящиков.
1 сентября 1906 г. произведён в штабс-капитаны со старшинством с 8 августа 1906 г. 4 ноября 1906 г. переведён из 1-й Сибирской артиллерийской бригады в 1-й Сибирский резервный артиллерийский дивизион. 27 сентября 1909 г. переведён в 30-ю артиллерийскую бригаду (г. Минск). 22 января 1913 г. произведён в капитаны со старшинством с 8 августа 1910 г.
Участник Первой мировой войны, 26 июля 1914 г. отправился из гор. Минска на театр военных действий вместе с 1-й батареей 30-й Артиллерийской бригады, 5 августа 1914 г. перешёл вместе с батареей границу Германии. 11 мая 1915 г. перемещён в 50-ю артиллерийскую бригаду командующим 5-й батареей. 20 декабря 1915 г участвовал на Высочайшем смотру. 31 марта 1916 г. за боевое отличие произведён в подполковники со старшинством с 4 августа 1915 г. 1 июля 1917 г. произведён в чин полковника со старшинством с 4 августа 1914 г. 27 августа 1917 г. назначен на должность командира 1-го дивизиона 1-й Финляндской артиллерийской стрелковой бригады.

## Награды
- 24 августа 1904 года — Орден Святой Анны 4-й степени с надписью «За храбрость»;
- 8 июня 1905 года — Орден Святого Станислава 3-й степени с мечами и бантом;
- 8 сентября 1905 года — Орден Святого Георгия 4-й степени;
- 26 февраля 1906 года — Орден Святого Владимира 4-й степени с мечами и бантом;
- 17 января 1915 года — Орден Святого Станислава 2-й степени с мечами;
- 8 июля 1915 года — Орден Святой Анны 3-й степени с мечами и бантом;
- 8 мая 1916 года — Орден Святой Анны 2-й степени с мечами;

Имел право на ношение нагрудного знака в память 50-летнего юбилея в должности генерал-фельдцейхмейстера великого князя Михаила Николаевича (25 января 1906 г.), светло-бронзовые медали в память Русско-японской войны 1904—1905 гг. и в память 300-летия царствования Дома Романовых и Высочайшее благоволение (11 апреля 1916 г.).